# Антропо
Антропо- (от др.-греч. ανθρωπος, человек; anthropos) — употребляется как приставка ко множеству слов для обозначения их отношения к человеку.
Производные понятия и термины:
- Антропоген, Антропозой, Антропоцен — четвертичный геологический период и его разновидности.
- Антропогенез — период эволюции
- Антрополатрия — религиозные представления божества в человеческом виде[2].
- Антрополиты (андролиты) — устаревший термин для могильных остатков человеческого тела — костей, зубов и т. п.[3].
- Антропология (антропогнозия[4]; антропометрия[5]) — наука, изучающая человека, его происхождение, развитие, существование в природной и культурной средах.
- Антропомантия — гадание на человеческих внутренностях.
- Антропометрия — метод антропологического исследования.
- Антропоморфизм — форма религиозного сознания: перенесение образа и свойств человечека на обоготворяемые предметы, живые существа или явления и силы природы.
- Антропософия — учение Рудольфа Штейнера.
- Антропофаги — людоеды.
- Антропофобия — человекобоязнь.
- Антропоцентризм — вера, что человек есть средоточие Вселенной и цель всех совершающихся в мире событий.